# Witold Waszczykowski
Witold Jan Waszczykowskiⓘ (ur. 5 maja 1957 w Piotrkowie Trybunalskim) – polski historyk, dyplomata i polityk. W latach 2005–2008 podsekretarz stanu w Ministerstwie Spraw Zagranicznych, w latach 2008–2010 zastępca szefa Biura Bezpieczeństwa Narodowego, w latach 2011–2019 poseł na Sejm VII i VIII kadencji, w latach 2015–2018 minister spraw zagranicznych w rządzie Beaty Szydło oraz rządzie Mateusza Morawieckiego, poseł do Parlamentu Europejskiego IX kadencji.

## Życiorys

### Wykształcenie
W 1980 ukończył studia magisterskie na Wydziale Filozoficzno-Historycznym Uniwersytetu Łódzkiego. W 1989 podjął studia na Wydziale Stosunków Międzynarodowych University of Oregon, które ukończył w 1991. W latach 1992–1993 odbył studia podyplomowe na temat bezpieczeństwa międzynarodowego i kontroli zbrojeń w Graduate Institute of International and Development Studies w Genewie. W 1993 uzyskał na Uniwersytecie Łódzkim stopień doktora nauk humanistycznych w zakresie historii na podstawie napisanej pod kierunkiem Andrzeja Harasimowicza pracy pt. Stany Zjednoczone a strategiczne rokowania rozbrojeniowe 1919–1936. Zna język angielski i rosyjski.

### Praca zawodowa
W latach 1981–1987 pracował jako asystent na Wydziale Filozoficzno-Historycznym Uniwersytetu Łódzkiego. Od 1987 do 1988 zatrudniony jako nauczyciel. Wykładał na Akademii Sztuki Wojennej, Akademii Humanistyczno-Ekonomicznej w Łodzi oraz Kolegium Jagiellońskim – Toruńskiej Szkole Wyższej.
W 1992 został zatrudniony w Ministerstwie Spraw Zagranicznych, był starszym ekspertem w Departamencie Systemu Narodów Zjednoczonych, a później w Departamencie Instytucji Europejskich. W 1996 został wicedyrektorem w Departamencie Instytucji Europejskich, a następnie w Departamencie Polityki Bezpieczeństwa.
W 1997 był pełniącym obowiązki szefa Biura Łącznikowego RP przy NATO w Brukseli. Od 1997 do 1999 zajmował stanowisko zastępcy stałego przedstawiciela RP przy NATO. W latach 1999–2002 pełnił funkcję ambasadora RP w Iranie. Następnie pracował w Departamencie Strategii i Planowania Polityki Zagranicznej, a od 2005 jako zastępca dyrektora Departamentu Afryki i Bliskiego Wschodu.

### Działalność polityczna
W listopadzie 2005 został podsekretarzem stanu w Ministerstwie Spraw Zagranicznych. Pełnił jednocześnie funkcję głównego negocjatora w rozmowach ze Stanami Zjednoczonymi dotyczących tarczy antyrakietowej. W sierpniu 2008 odwołano go ze stanowisk zajmowanych w MSZ.
W sierpniu 2008 został powołany na stanowisko zastępcy szefa Biura Bezpieczeństwa Narodowego. W lipcu 2010 złożył rezygnację z tej funkcji, został odwołany 7 lipca 2010. W wyborach samorządowych w 2010 został zgłoszony jako kandydat na prezydenta Łodzi z ramienia komitetu wyborczego Prawa i Sprawiedliwości (przegrał w pierwszej turze).
W 2011 kandydował w wyborach do Sejmu z pierwszego miejsca na liście PiS w okręgu wyborczym nr 9 w Łodzi i uzyskał mandat poselski. Oddano na niego 36 854 głosy (10,17% głosów oddanych w okręgu). W listopadzie 2011 został członkiem PiS. Objął funkcję wiceprzewodniczącego Komisji Spraw Zagranicznych i delegata do Zgromadzenia Parlamentarnego NATO. Bez powodzenia kandydował w wyborach do Parlamentu Europejskiego w 2014.
W 2015 wystartował w wyborach parlamentarnych jako lider listy wyborczej PiS w okręgu sieradzkim. Otrzymał 32 909 głosów, uzyskując poselską reelekcję. 16 listopada 2015 został powołany na stanowisko ministra spraw zagranicznych w rządzie Beaty Szydło. 11 grudnia 2017 objął to stanowisko w nowo utworzonym rządzie Mateusza Morawieckiego. 9 stycznia 2018 został odwołany z funkcji ministra spraw zagranicznych.
W wyborach europejskich w 2019 był liderem listy Prawa i Sprawiedliwości w okręgu łódzkim. Uzyskał mandat posła do Europarlamentu IX kadencji, otrzymując 168 021 głosów. Został członkiem frakcji Europejskich Konserwatystów i Reformatorów, członkiem Podkomisji Bezpieczeństwa i Obrony oraz wiceprzewodniczącym Komisji Spraw Zagranicznych. W 2024 nie uzyskał reelekcji w kolejnych wyborach do Parlamentu Europejskiego.

## Życie prywatne
Jego żona została nauczycielką; ojciec dwóch synów i córki.
W sierpniu 2021 ujawnił publicznie, że choruje na polineuropatię. Stało się to po tym, jak część komentujących jego wywiad w radiu Tok FM zarzuciła mu, że był pod wpływem alkoholu podczas tej audycji. W 2023 podał, że nowe badania doprowadziły do zmiany diagnozy na stwardnienie zanikowe boczne. Na skutek choroby zaczął poruszać się przy pomocy wózka inwalidzkiego.

## Odznaczenia
- Krzyż Komandorski z Gwiazdą Orderu Odrodzenia Polski (2024)[22][23]
- Wielki Oficer Orderu Zasługi (2009, Rumunia)[24][25]